# Anna Litwina
Anna Fieliksowna Litwina (ros. Анна Феликсовна Литвина, ur. 29 października 1966 w Moskwie) – rosyjska historyk, profesor na HSE National Research University.
W 1991 ukończyła Moskiewski Uniwersytet Państwowy. Od 1995 współpracuje z Instytutem Slawistyki RAN. W 1996 uzyskała tytuł kandydata nauk. Od 2011 związana zawodowo z moskiewskim uniwersytetem HSE National Research University.
Naukowo zajmuje się mediewistyką, historią średniowiecznej Rusi i onomastyką.